# Walter-Hohmann-Sternwarte

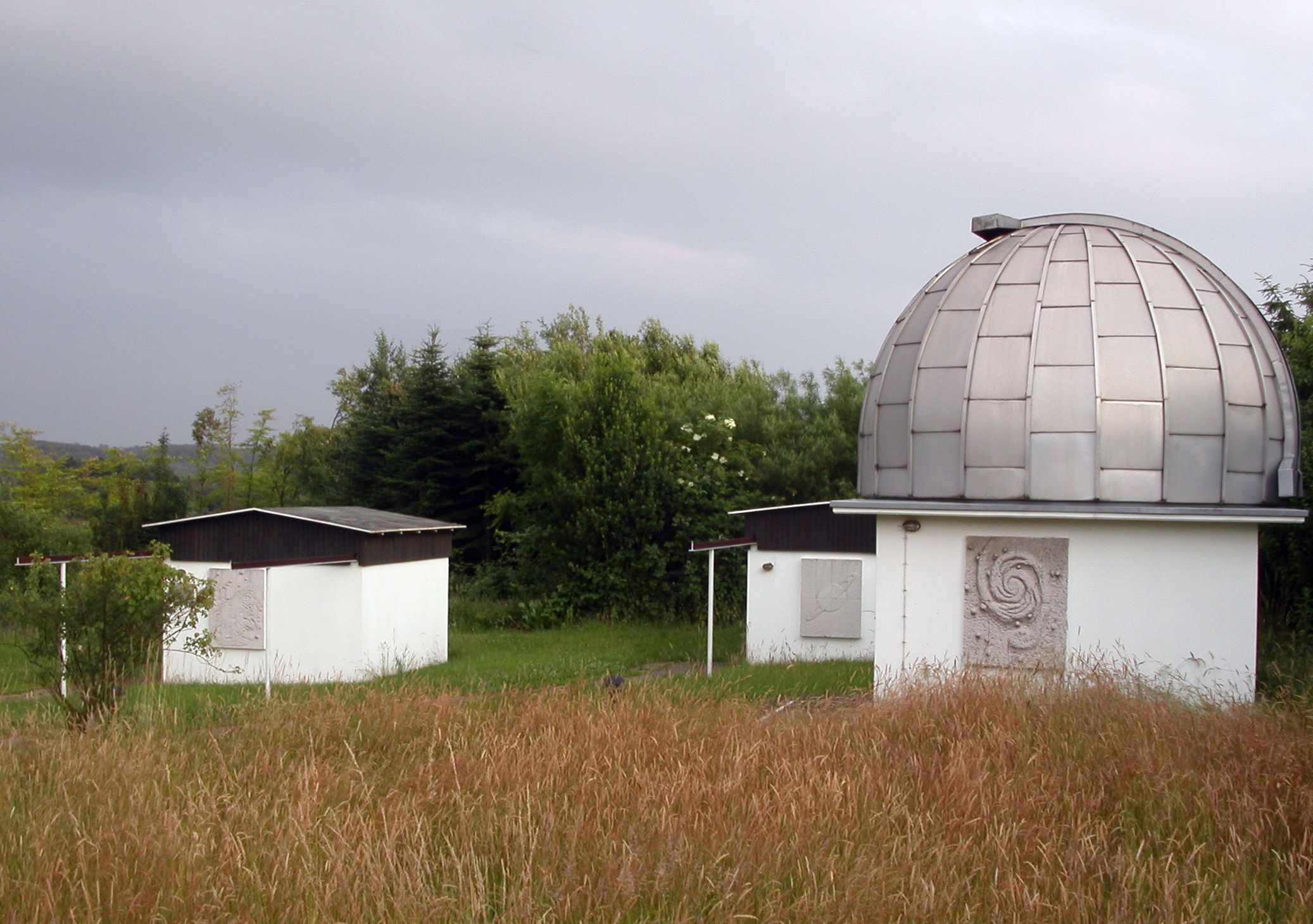
Kuppel und andere Schutzgebäude der Teleskope der Sternwarte

Die Walter-Hohmann-Sternwarte im Essener Stadtteil Schuir ist eine von einem gemeinnützigen Verein betriebene Volkssternwarte, die sich auch an der Planetoiden-Forschung beteiligt. Benannt wurde sie zum Gedenken an den Raumfahrtpionier Walter Hohmann. Die Sternwarte liegt auf 120 m ü. NN.

## Geschichte
Die Sternwarte wurde 1965 von einer kleinen Gruppe astronomisch interessierter Bürger gegründet und der Trägerverein im Jahre 1969 in das Vereinsregister beim Amtsgericht Essen eingetragen. Seit 1971 heißt die Sternwarte Walter-Hohmann-Sternwarte Essen e. V.
Eine der satzungsgemäßen Aufgaben des Vereins ist die Vermittlung astronomischen Wissens an jedermann durch allgemeinverständliche Vorträge und Vorführungen an den Teleskopen. Die Mitglieder des Vereins führen Himmelsbeobachtungen durch und betätigen sich insbesondere intensiv auf dem Gebiet der Astrofotografie. An der Sternwarte werden regelmäßig Mittwoch- und Freitagabend ab Dunkelheitseinbruch, frühestens jedoch 20 Uhr, öffentliche Führungen abgehalten.
Seit 1998 werden an der Walter-Hohmann-Sternwarte regelmäßig Kleinplaneten beobachtet. Die Daten werden an das Minor Planet Center der Internationalen Astronomischen Union (IAU) weitergegeben und dienen zur Berechnung der Bahndaten der Himmelskörper. Seit 2002 konnten an der Sternwarte elf neue Kleinplaneten entdeckt und drei verlorengegangene wiedergefunden werden.
Mitglieder der WHS sind auf dem Gebiet der Radioastronomie tätig. Der Verein verfügt über eine Anlage zur Aufzeichnung von Meteorfällen mithilfe von Meteorscatter. Hierzu werden Radiowellen eines speziellen Senders in Belgien ausgewertet und auf der Internetseite des Vereins zeitnah dargestellt. Eine bikonische Antenne mit Callisto-Empfangslage zeichnet die Sonnenaktivität im Radiowellenbereich zwischen 20 und 80 MHz auf. Mit einer Rahmenantenne als Teil eines Längstwellenempfängers wird die Sonnenaktivität indirekt im Gammastrahlenbereich registriert und auf der lokalen Webseite visualisiert. Das Radioteleskop mit einer 3-Meter-Parabolantenne ist für den Empfang von Strahlung im 21-cm-Wellenlängenbereich ausgelegt.

## Namensgeber Walter Hohmann

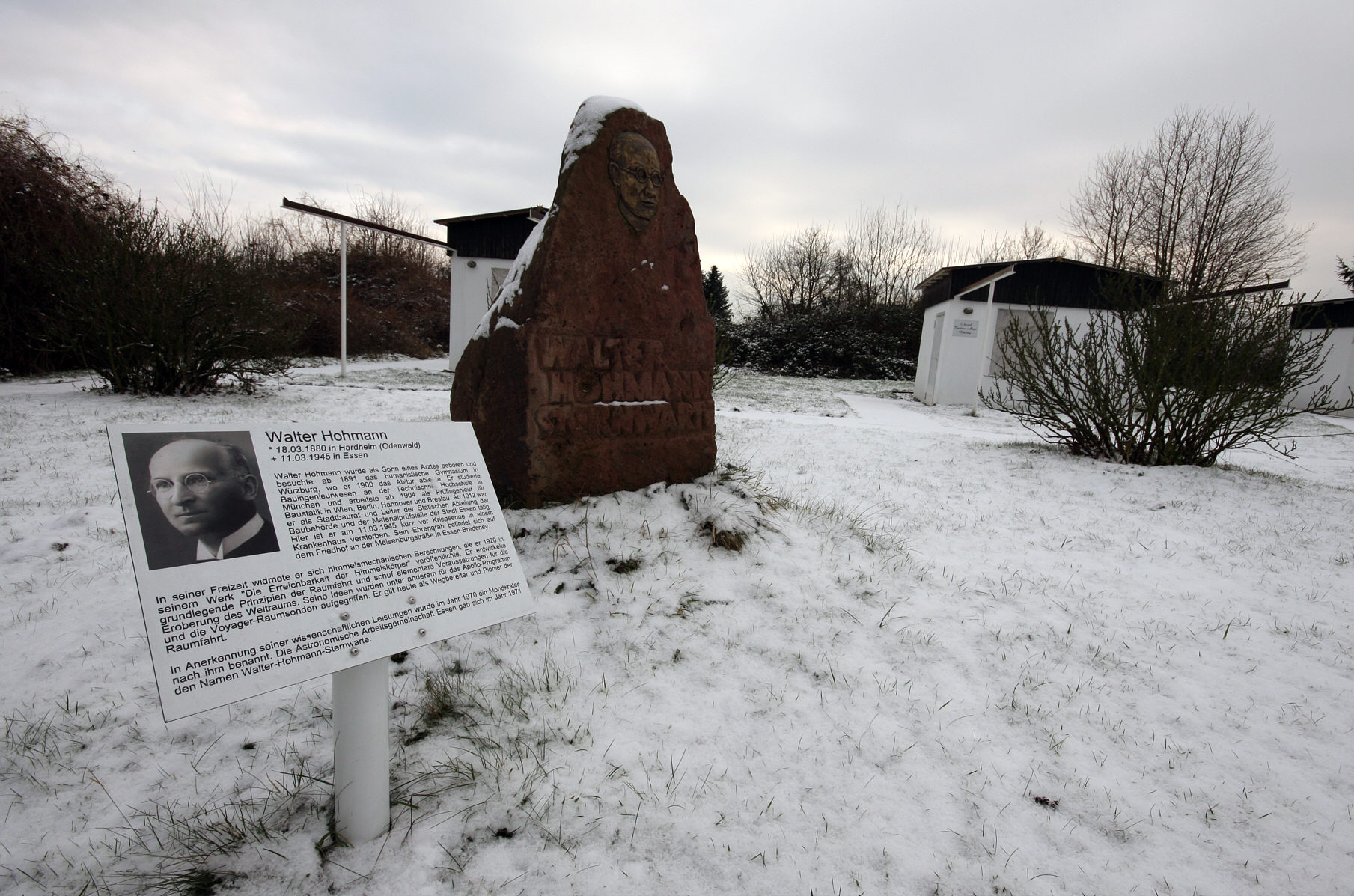
Gedenkstein und -tafel an der Walter-Hohmann-Sternwarte

Walter Hohmann wurde als Sohn eines Arztes geboren und besuchte ab 1891 das humanistische Gymnasium in Würzburg, wo er 1900 das Abitur ablegte. Er studierte Bauingenieurwesen an der Technischen Hochschule in München und arbeitete ab 1904 als Prüfingenieur für Baustatik in Wien, Berlin, Hannover und Breslau. Ab 1912 war er als Stadtbaurat und Leiter der Statischen Abteilung der Baubehörde und der Materialprüfstelle der Stadt Essen tätig. Hier ist er am 11. März 1945 kurz vor Kriegsende in einem Krankenhaus verstorben. Sein Ehrengrab befindet sich auf dem Friedhof an der Meisenburgstraße in Bredeney.
In seiner Freizeit widmete er sich himmelsmechanischen Berechnungen, die er 1920 in seinem Werk Die Erreichbarkeit der Himmelskörper veröffentlichte. Er entwickelte grundlegende Prinzipien der Raumfahrt und schuf elementare Voraussetzungen für die Eroberung des Weltraums. Seine Ideen wurden unter anderem für das Apollo-Programm und die Voyager-Raumsonden aufgegriffen. Er gilt heute als Wegbereiter und Pionier der Raumfahrt.
In Anerkennung seiner wissenschaftlichen Leistungen wurde im Jahr 1970 ein Mondkrater nach ihm benannt. Die Astronomische Arbeitsgemeinschaft Essen gab sich im Jahr 1971 den Namen Walter-Hohmann-Sternwarte.

## Instrumente
Die Teleskope der Sternwarte sind in einer Kuppel sowie in vier Beobachtungsstationen mit Schiebedächern untergebracht. In den Räumlichkeiten der ehemaligen Schule von Schuir befinden sich ein Vortragsraum mit 45 Sitzplätzen und moderner Projektionstechnik, sowie mechanische, elektrotechnische und optische Werkstätten. Weiterhin ist im Obergeschoss eine kleine Bibliothek mit astronomischer Literatur untergebracht. Mitgliedern der Arbeitsgemeinschaft stehen diese Räumlichkeiten und die Teleskope für ihre Arbeiten zur Verfügung.
- Das Hauptinstrument ist ein Nasmyth-Teleskop mit einem Hauptspiegeldurchmesser von 56 cm und einer Brennweite von 7 m auf einer Gabelmontierung. Als Leitfernrohr dient ein 12,5-cm-Fernrohr vom Typ Fraunhofer mit 1,8 m Brennweite. Das computergesteuerte Instrument wurde von der Arbeitsgemeinschaft konstruiert und errichtet. Es ist in der Kuppel untergebracht.
- Im Jahr 2009 wurde das zweitgrößte Teleskop der Sternwarte eingeweiht, nämlich ein für die Fotografie optimiertes Spiegelteleskop newtonscher Bauweise. Der Durchmesser des Objektivspiegels beträgt 41 cm.
- Besonders geeignet zur Beobachtung des Mondes und der Planeten ist ein Schmidt-Cassegrain-Teleskop mit 35 cm Hauptspiegeldurchmesser und 3,5 m Brennweite. Das Instrument wurde im Jahr 2016 beschafft.
- Vorwiegend zur Astrofotografie und der Fotografie von Kleinplaneten wird auch das Newton-Teleskop mit 31,5 cm Hauptspiegel und einer Brennweite von 1,80 m genutzt.
- Darüber hinaus stehen ein apochromatischer 15-cm-Refraktor mit 1,3 m Brennweite sowie diverse transportable Instrumente, wie Schmidt-Cassegrain-Teleskope, zur Verfügung.
- Ein Radioteleskop mit einer Parabolantenne von 3 m Durchmesser dient der Beobachtung der Sonne, des Planeten Jupiter und der Milchstraße im Radiowellenbereich.

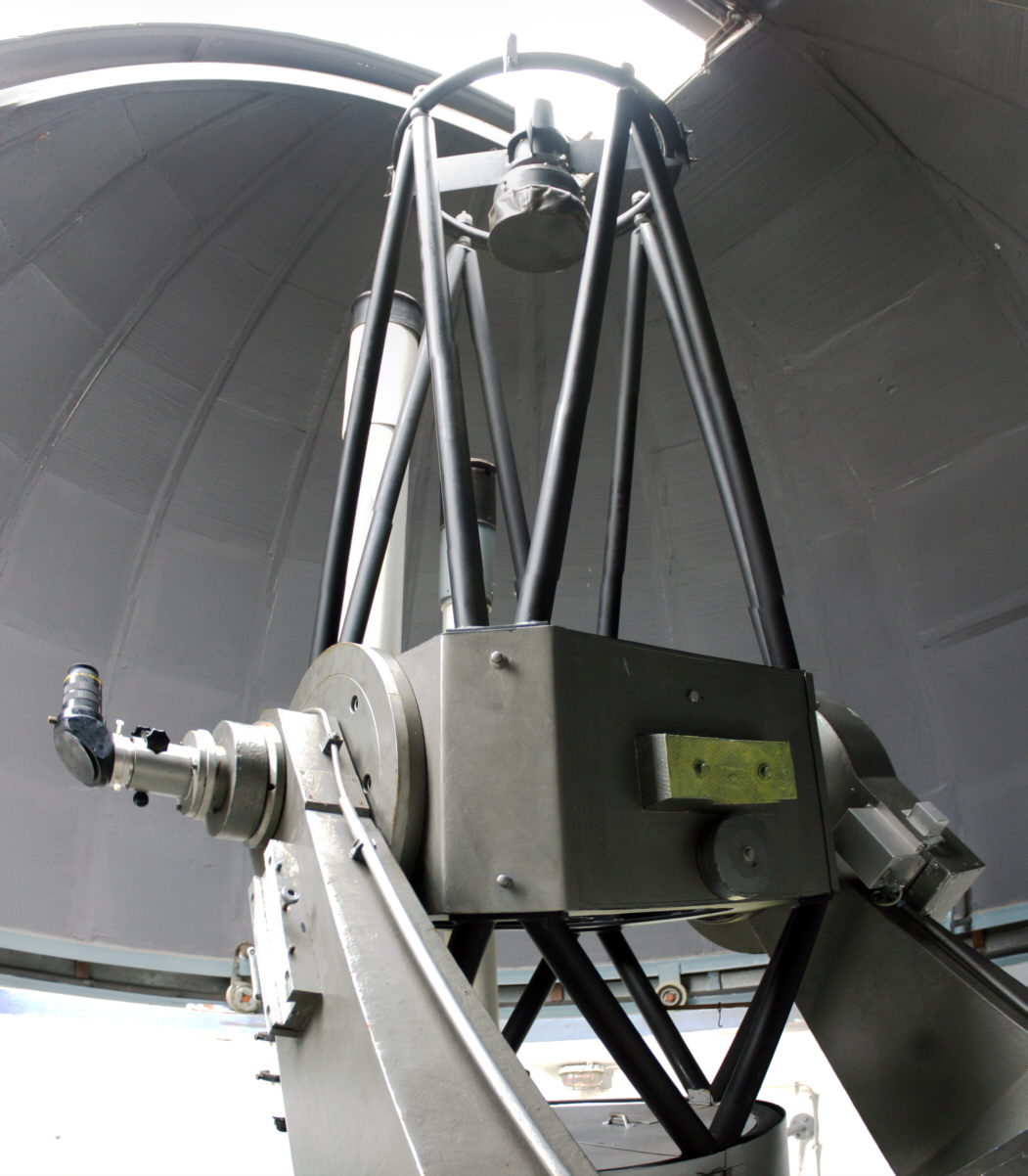
56-cm-Nasmyth-Teleskop der WHS
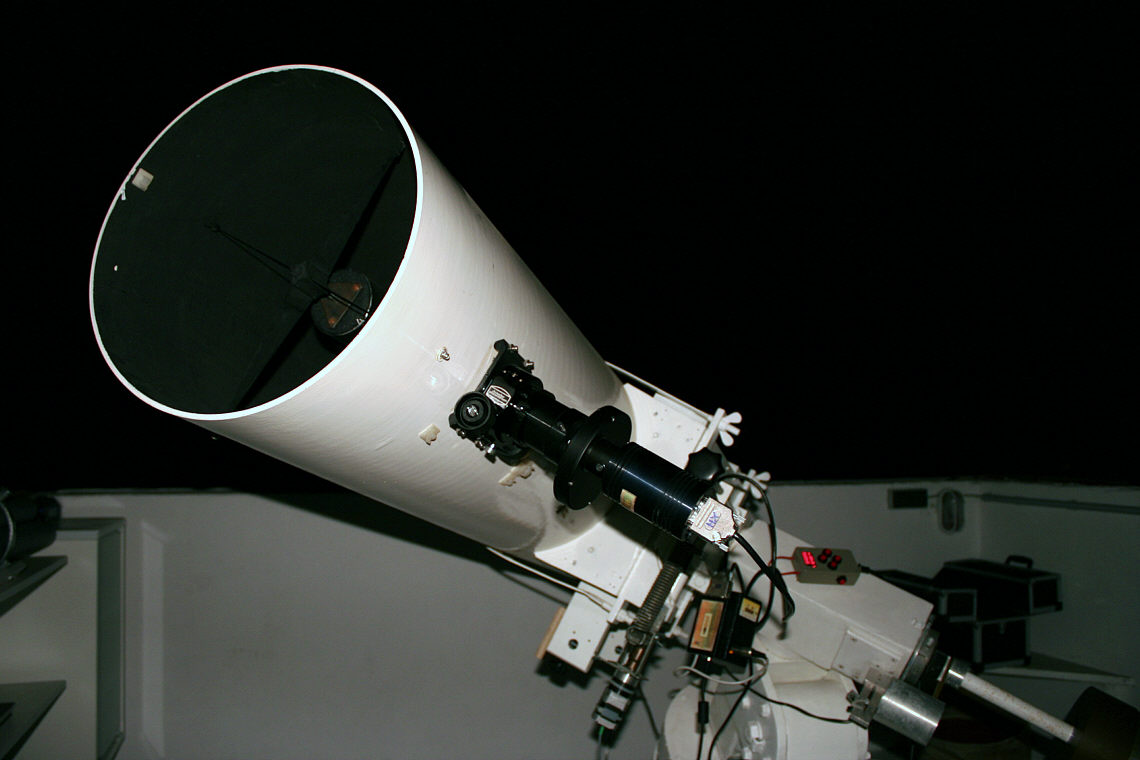
Das 32-cm-Newton-Teleskop der WHS im Einsatz mit CCD-Kamera
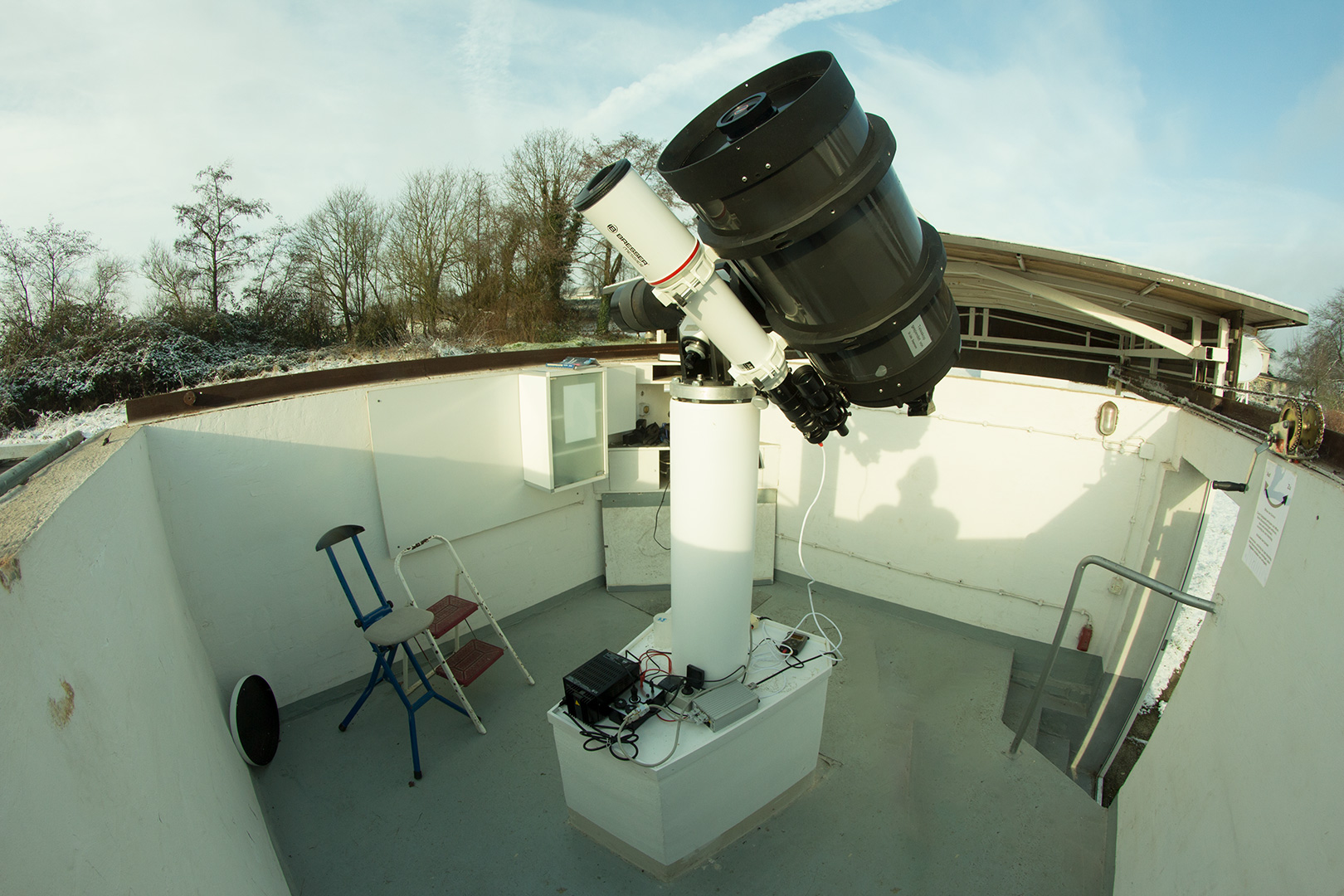
35-cm-Schmidt-Cassegrain-Teleskop der WHS
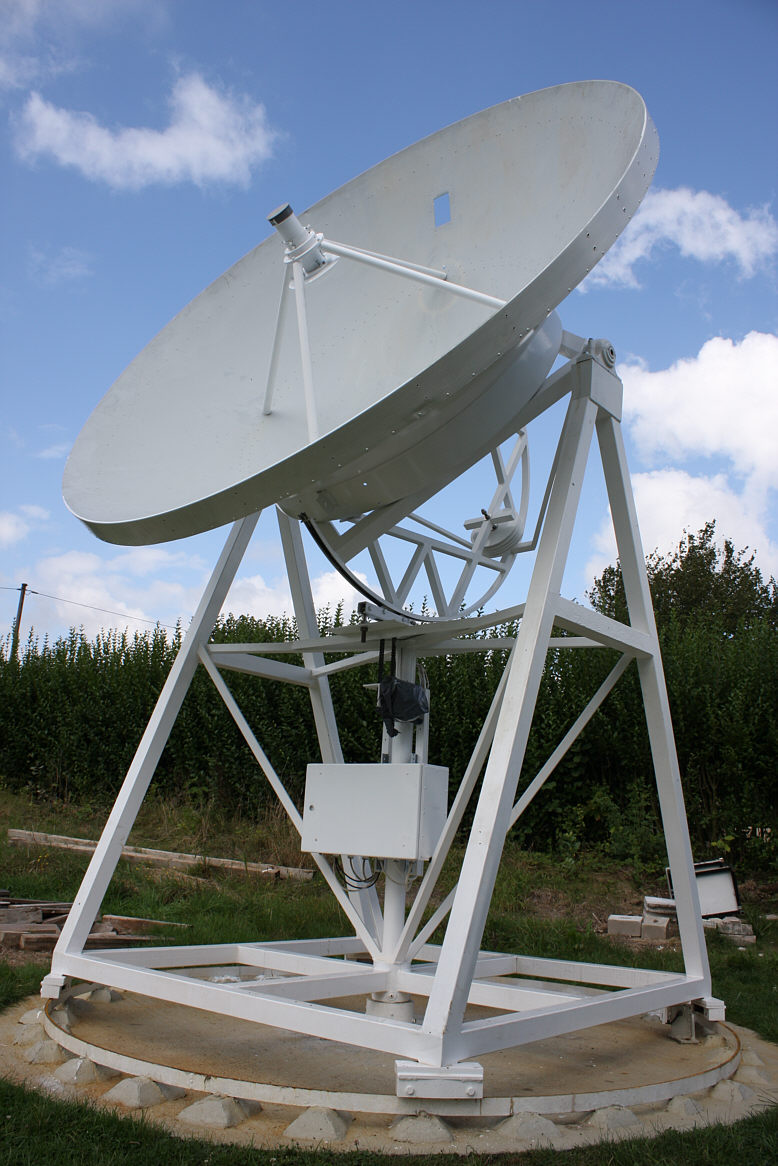
Das 3-m-Radioteleskop der WHS während seiner Instandsetzung